# Inmigración serbia en Austria
Los serbios en Austria representan el tercer grupo étnico minoritario más grande de Austria, después de los rumanos y alemanes. La primera ola de serbios a Austria comenzó a principios del siglo XIX, mientras que la ola más grande fue durante el programa de trabajadores inmigrantes de las décadas de 1960 y 1970. La inmigración serbia a Austria sigue activa hoy en día debido a factores económicos y familiares. Como en la mayoría de los países de Europa Occidental, la comunidad serbia en Austria está compuesta principalmente por serbios de Serbia y Bosnia y Herzegovina.

## Historia

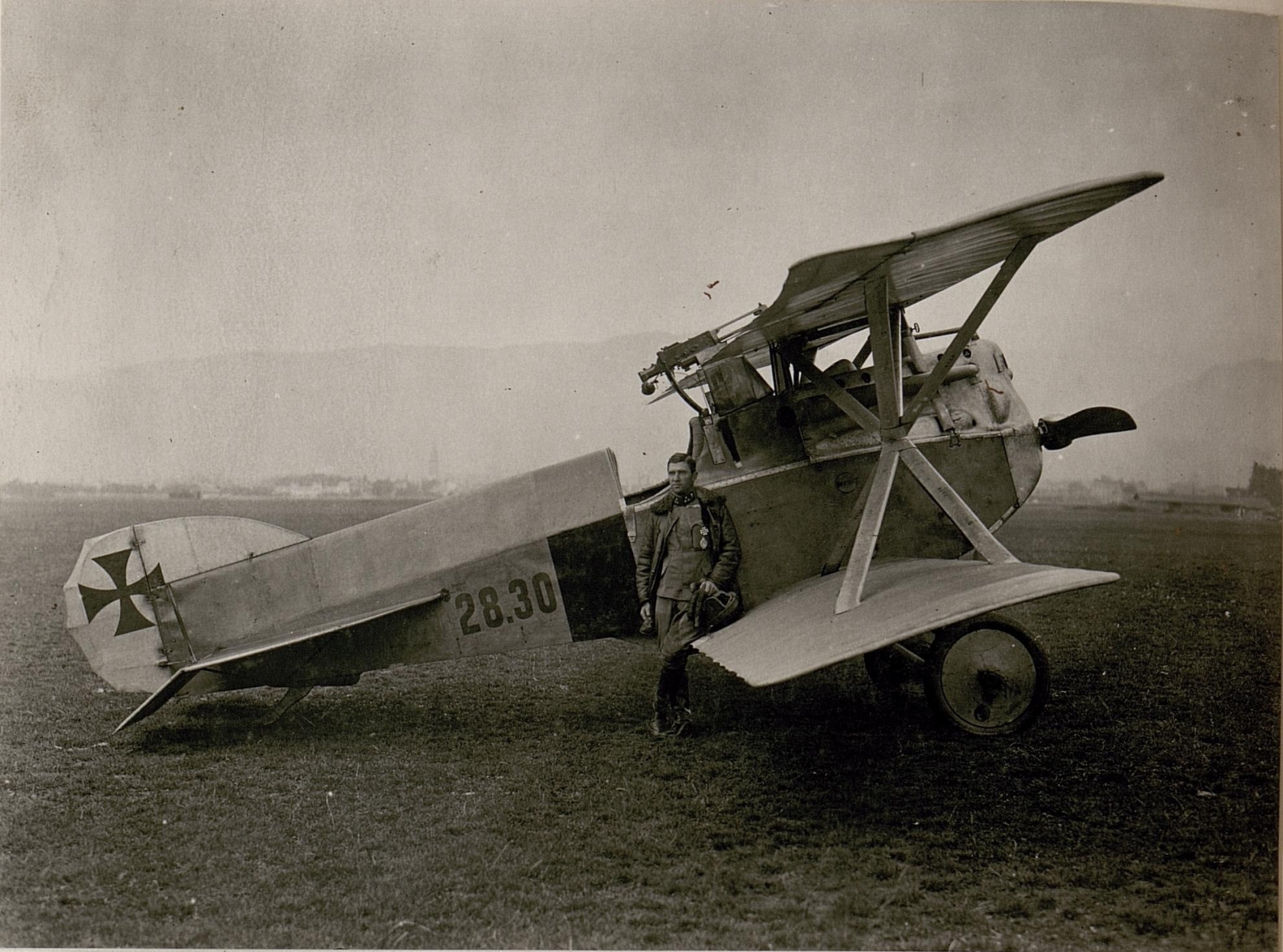
El as de la aviación Raoul Stojsavljevic en 1917

Los serbios tienen una presencia histórica muy larga en el territorio de la Austria moderna. A fines de la Edad Media, la migración de serbios étnicos hacia tierras austríacas fue provocada por la expansión del Imperio Otomano. Los miembros exiliados de las familias nobles serbias fueron recibidos por los gobernantes de la Casa de Habsburgo, quienes les otorgaron nuevas posesiones. En 1479, el emperador Federico III otorgó el castillo de Weitensfeld en Carintia a los miembros exiliados de la dinastía Branković de Serbia.
Durante el período de las guerras habsburgo-otomanas (del siglo XVI al siglo XVIII), la política austriaca hacia los serbios estuvo marcada por intereses especiales, relacionados con la compleja situación política en varias regiones de la monarquía en expansión de los Habsburgo. El emperador Leopoldo I emitió varias cartas (1690, 1691, 1695) a los serbios ortodoxos orientales, que se pusieron del lado de los Habsburgo durante la Guerra de Viena (1683-1699), otorgándoles libertad religiosa en la Monarquía. El patriarca ortodoxo serbio Arsenije III visitó la capital de Austria (Viena) en varias ocasiones y murió allí en 1706.
El metropolitano ortodoxo serbio Isaija Đaković, que visitó la capital austriaca en varias ocasiones desde 1690, también murió en Viena en 1708. Durante los siglos XVIII y XIX, se estaban desarrollando nuevas comunidades de serbios étnicos en las principales ciudades austriacas, compuestas principalmente por comerciantes, oficiales y estudiantes, que estaban bajo la jurisdicción espiritual del Metropolitano ortodoxo serbio de Karlovci.
La Österreichisch Serbische Gesellschaft (Sociedad Austriaca Serbia) fue fundada en 1936 como "Österreichisch-Jugoslawischen Gesellschaft". En 2011, se creó la Eparquía ortodoxa serbia de Austria y Suiza, con sede en Viena.

## Demografía
Según el censo de 2014, había 132.553 (2,2%) ciudadanos austriacos que declararon el serbio como su lengua materna. Se estima que el número real de serbios étnicos en Austria es mucho mayor; por ejemplo, la membresía de "Serbische Gemeinschaft in Österreich" (Savez Srba u Austriji), una asociación serbia étnica en Austria, supera las 250.000 personas. En Viena viven aproximadamente 80.000 serbios, lo que la convierte en la comunidad serbia más grande fuera de Serbia. La estimación común es un total de 300.000.

## Gente notable

### Figuras militares y políticas
- Gabriel von Rodich, general y gobernador de Dalmacia
- Paul von Radivojevich, general de las guerras napoleónicas
- Paul Davidovich, general de las guerras napoleónicas
- Sebastian Kurz, expolítico austriaco que se desempeñó dos veces como canciller de Austria
- Arsenije Sečujac, general militar de los Habsburgo
- Raoul Stojsavljevic, as de la aviación de la Primera Guerra Mundial
- Konstantin Vojnović, político y profesor

### Escritores y artistas
- Vuk Stefanović Karadžić, reformador de la lengua serbia
- Jovan Jovanovic Zmaj, poeta
- Pavle Julinac escritor
- Mina Karadžić, pintora y escritora
- Paja Jovanović, pintora realista
- Mileva Roller, pintora del movimiento de la Secesión de Viena
- Laza Kostic, poeta
- Madita, cantante

### Atletas
- Marko Arnautović, futbolista
- Marco Djuricin, jugador de fútbol
- Aleksandar Dragović, futbolista
- Marko Stanković jugador de fútbol
- Zlatko Junuzović, futbolista
- Aleksandar Rakić, luchador de MMA
- Goran Djuricin, entrenador de fútbol y exjugador
- Damir Canadi, entrenador de fútbol
- Neno Ašćerić, entrenador de baloncesto y exjugador
- Luka Ašćerić, jugador de baloncesto
- Jasminka Cive, kickboxer y luchadora de artes marciales mixtas